# Ипиау
Ипиау (порт. Ipiaú) — муниципалитет в Бразилии, входит в штат Баия. Составная часть мезорегиона Юг штата Баия. Входит в экономико-статистический микрорегион Ильеус-Итабуна. Население составляет 42 300 человек на 2008 год. Занимает площадь 286,597 км². Плотность населения — 148,1 чел./км².
Праздник города — 2 декабря.

## История
Город основан в 1933 году.

## Статистика
- Валовой внутренний продукт на 2003 год составляет 110 896 016,00 реалов (данные: Бразильский институт географии и статистики).
- Валовой внутренний продукт на душу населения на 2003 год составляет 2580,12 реалов (данные: Бразильский институт географии и статистики).
- Индекс развития человеческого потенциала на 2000 год составляет 0,662 (данные: Программа развития ООН).